# Rhicnogryllus flavipes
Rhicnogryllus flavipes är en insektsart som beskrevs av Willemse, C. 1951. Rhicnogryllus flavipes ingår i släktet Rhicnogryllus och familjen syrsor. Inga underarter finns listade i Catalogue of Life.